# Helmut Wirth (Politiker)
Helmut Wirth (* 18. Juli 1933 in Bretten; † 26. Oktober 2020 ebenda) war ein deutscher Ingenieur, Faustballspieler und Politiker (CDU).

## Leben
Nach dem Schulbesuch studierte Wirth von 1953 bis 1957 Bauingenieurwesen an der Technischen Hochschule Fridericiana in Karlsruhe. 1958 machte er sich als Bauingenieur mit einem Büro für Bauwesen in Bretten selbständig. Neben seiner beruflichen Tätigkeit engagierte er sich als Mitglied im Melanchthonverein Bretten. Des Weiteren betrieb er Sport und wurde 1975 Zweiter Deutscher Meister sowie Erster Süddeutscher Meister im Faustball. Darüber hinaus bekleidete er diverse Sportämter.
Helmut Wirth war verheiratet und hatte zwei Kinder.

## Politik
Wirth wurde 1965 Stadtrat in Bretten und dort zum stellvertretenden Vorsitzenden der CDU-Fraktion gewählt. Ab 1971 war er Kreisrat des Landkreises Karlsruhe. In den 1980er-Jahren war er Vorsitzender der CDU-Fraktion im Brettener Stadtrat und seit 1984 Erster Bürgermeister (stellvertretender Oberbürgermeister) der Großen Kreisstadt.
Bei der Landtagswahl 1976 wurde Wirth über ein Direktmandat des Wahlkreises Bretten als Abgeordneter in den Landtag von Baden-Württemberg gewählt, dem er bis 1988 angehörte. Bei den Landtagswahlen 1980 und 1984 konnte er das Direktmandat jeweils verteidigen. Im Parlament war er stellvertretender Vorsitzender des Finanzausschusses.

## Ehrungen
- 1971: Ehrennadel des Karlsruher Turngaues
- 1971: Ehrennadel des Deutschen Turner-Bundes
- 1980: Verdienstkreuz am Bande der Bundesrepublik Deutschland
- 1987: Verdienstkreuz 1. Klasse der Bundesrepublik Deutschland